# Felix Seiwald
Felix Seiwald (* 20. August 2000 in Salzburg) ist ein österreichischer Fußballspieler.

## Karriere

### Verein
Seiwald begann seine Karriere beim USC Flachau. Zur Saison 2014/15 wechselte er in die Akademie der SV Ried und besuchte nebenbei die Sport-HAK Ried, an der er 2019 maturierte. Im Oktober 2017 debütierte er gegen den SV Grieskirchen für die Amateure der Rieder in der OÖ Liga. Im Dezember 2017 stand er gegen den SC Austria Lustenau erstmals im Profikader, kam jedoch zu keinem Einsatz. Bis Saisonende kam er zu vier Einsätzen für Ried II in der vierthöchsten Spielklasse.
In der Saison 2018/19 konnte er mit den Rieder Amateuren als Vizemeister in die Regionalliga aufsteigen. Seiwald kam in jener Spielzeit zu 28 Einsätzen, in denen er fünf Tore erzielte. Zur Saison 2019/20 rückte er in den Profikader der Rieder auf. Zunächst debütierte er im Juli 2019 gegen die Union Gurten bei den Amateuren in der Regionalliga.
Sein Profidebüt gab er im Juli 2020, als er am 20. Spieltag der Saison 2019/20 gegen den SV Lafnitz in der 87. Minute für Stefan Nutz eingewechselt wurde. Mit Ried stieg er zu Saisonende in die Bundesliga auf. In der Bundesliga kam er bis zur Winterpause zu einem Einsatz. Im Februar 2021 wurde er auf Kooperationsbasis an den Zweitligisten SK Vorwärts Steyr verliehen. Die eigentlich eineinhalbjährige Leihe wurde im Juni 2021 aufgelöst, Ried entschädigte die Steyrer dafür finanziell. Für Ried kam er anschließend zu 23 Einsätzen in der höchsten Spielklasse.
Im August 2022 wurde er ein zweites Mal verliehen, diesmal an den Zweitligisten First Vienna FC. Während der Leihe kam er zu 16 Zweitligaeinsätzen für die Wiener. Zur Saison 2023/24 kehrte er dann nicht mehr nach Ried zurück, das inzwischen wieder aus der Bundesliga abgestiegen war, sondern wechselte fest zum Zweitligisten Floridsdorfer AC. Für den FAC kam er zu 28 Zweitligaeinsätzen, ehe er den Verein nach der Saison 2023/24 wieder verließ.
Aufgrund ausbleibender Angebote und um mehr Zeit für sein Masterstudium im Bereich Business Administration mit Schwerpunkt Sport zu haben, beendete Seiwald im Sommer 2024 im Alter von 24 Jahren seine Karriere als Profifußballspieler. Nach mehrmonatiger Pause vom Fußball kehrte er in der Winterpause 2024/25 wieder in den Vereinsfußball zurück und wurde im Jänner 2025 von der Union Gurten aus der Regionalliga Mitte unter Vertrag genommen.

### Nationalmannschaft
Seiwald spielte im Oktober 2021 gegen Finnland erstmals im österreichischen U-21-Team.